# 木崎町
木崎町（きざきまち）は群馬県の東部、新田郡に属していた町。

## 地理
町の南部を石田川が流れる。

## 歴史
- 1889年（明治22年）4月1日 - 町村制施行により新田郡赤堀村・木崎村・下江田村・高尾村・中江田村の区域をもって木崎町が成立。
- 1956年（昭和31年）9月30日 - 新田郡生品村・綿打村と新設合併し新田町が発足。同日木崎町廃止。

## 交通

### 鉄道
- 東武伊勢崎線・東武徳川河岸線（1968年（昭和43年）廃止）
  - 木崎駅